# Пасинки
Па́синки — село в Україні, у Шаргородській міській громаді Жмеринського району Вінницької області. До 2020 адміністративний центр сільської ради.
Населення становить 762 особи. Від центру громади село розташоване на відстані 19 кілометрів, а від залізничної станції Жмеринка — 23 кілометри. 

## Історія
Походження назви села невідоме. За переказами старожилів, начебто поміщик, який володів землями села, наділив нею двох синів, нерідних (пасинків), і відтоді село, яке вони заснували, стало називатись Пасинки.
Численні знахідки кам'яних знарядь праці доби неоліту дають змогу зробити припущення, що в селі люди проживали з давніх-давен, а саме: поселення трипільської культури на південь від села та черняхівське поселення на сході села.
Відомості про село з'явились з 1387 року. Існує короткий опис села Пасинки «… село Пасинки с 30-х годов 14 века вошло в Молчанский приход, который состоял из Молчан, Андреевка, Пасинки … Земли пахотной в селе Пасинки было 19 десятин 2300 сажней»….
12 червня 2020 року відповідно до Розпорядження Кабінету Міністрів України № 707-р «Про визначення адміністративних центрів та затвердження територій територіальних громад Вінницької області» увійшло до складу Шаргородської міської громади.
19 липня 2020 року, в результаті адміністративно-територіальної реформи та ліквідації Шаргородського району, село увійшло до складу Жмеринського району.

## Географія та релігія
Через село тече річка Мошкатівка, ліва притока Мурашки. На території села є чотири ставки: Новий, Острівець, Сільський та Мошкатівка.
У селі діє храм Різдва Пресвятої Богородиці Шаргородського благочиння Могилів-Подільської єпархії Української православної церкви. Також є чинний костел Св. Йоанна з Дуклі Української римо-католицької церкви.

## Люди
У селі народилися, проживали, пов'язані:
- Бялковський Леон-Ігнацій (1885—1952, Люблін) — український і польський історик.
- Лейнік Василь Іванович — лейтенант кавалерійської дивізії імені Г. І. Котовського, фельдшер.
- Касько Ювеналій Семенович — доктор медичних наук, лікар-дерматовенеролог.
- Нагребецький Анатолій Никифорович — історик, Почесний краєзнавець України, письменник, журналіст, член Національної Спілки Журналістів України, член правління Вінницької обласної організації Національної спілки краєзнавців України.

## Фото

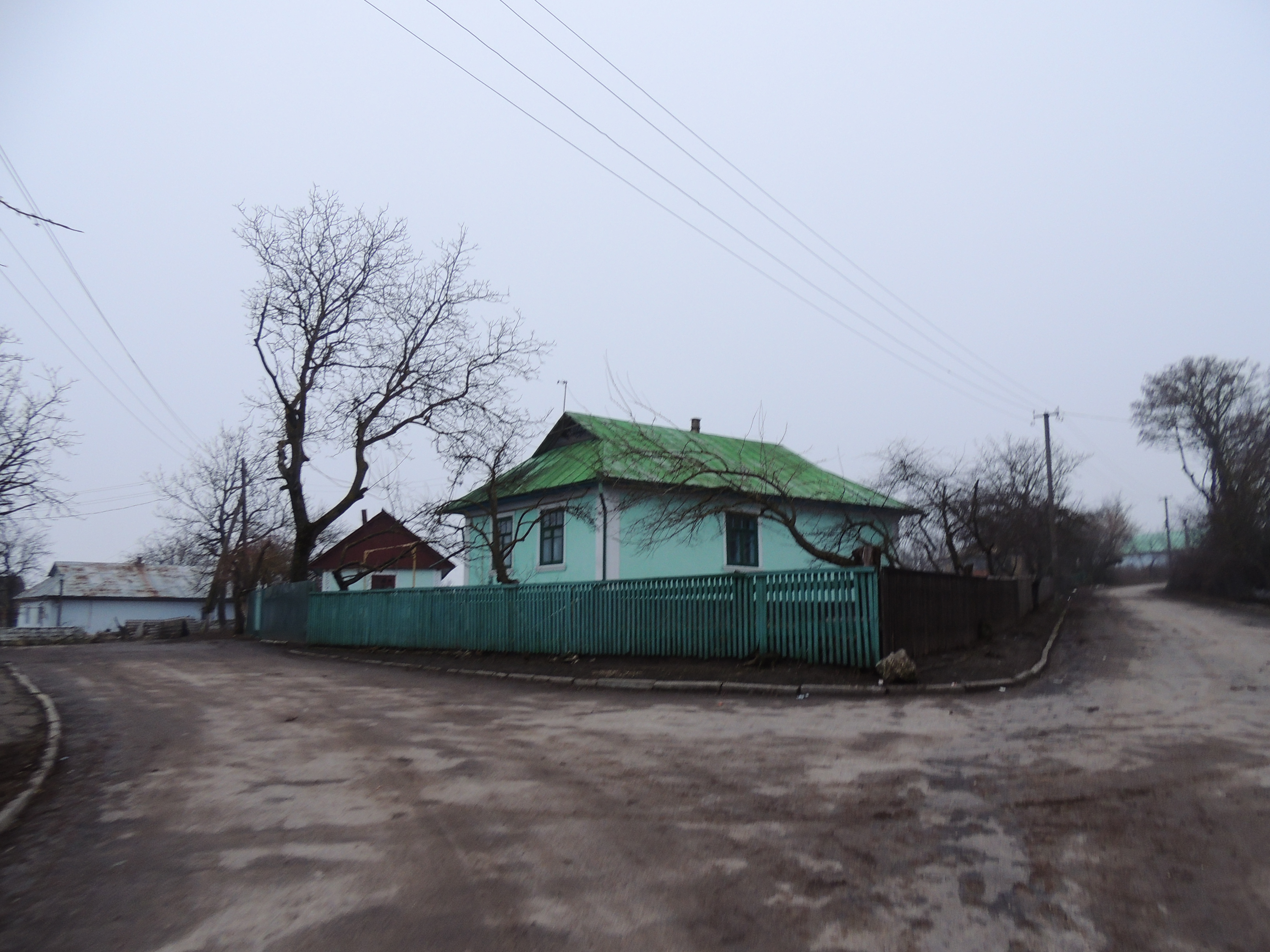
Панорама вулиці Лесі Українки в селі Пасинки, 1 січня 2018
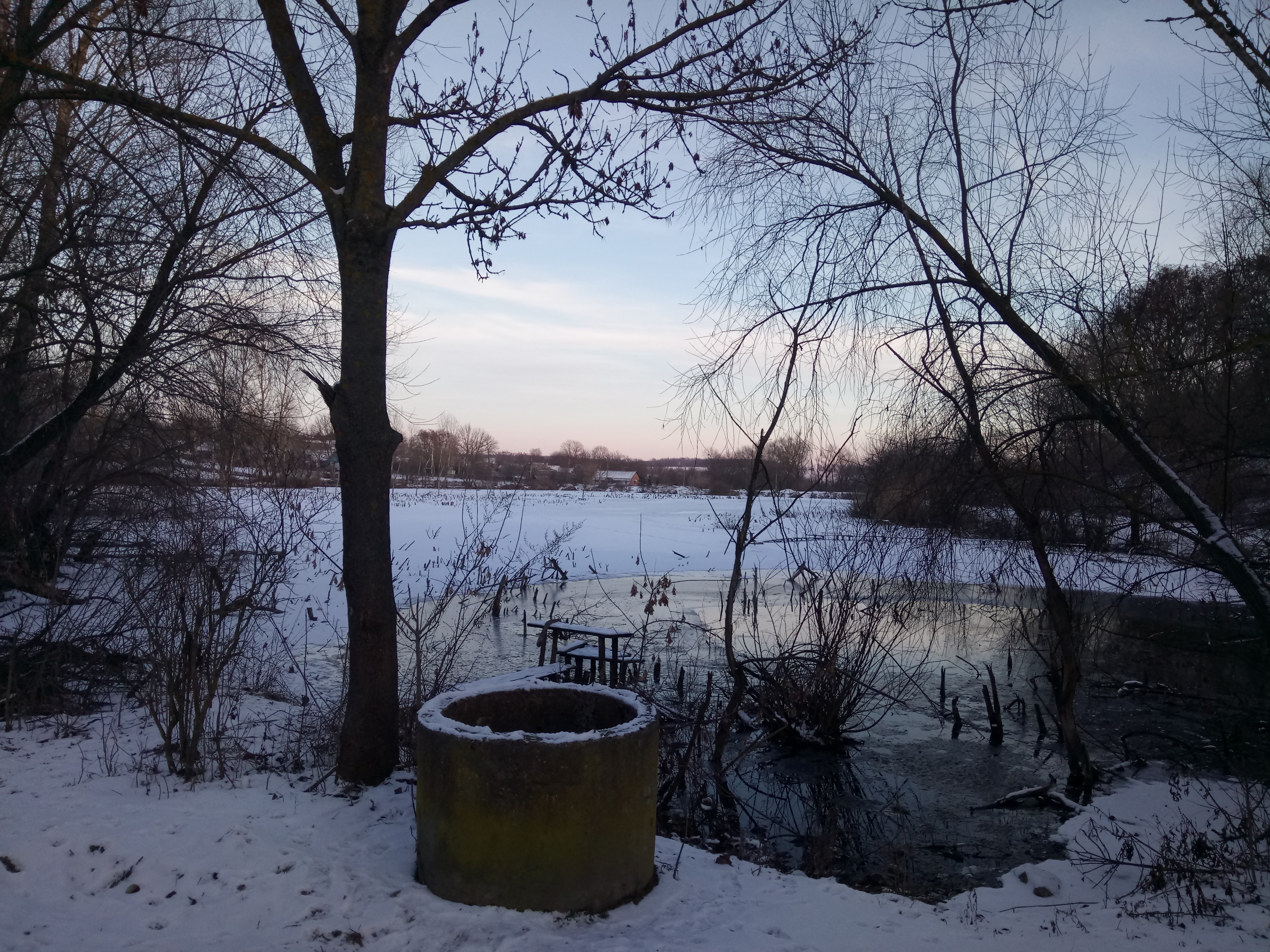
Зима у селі Пасинки, 26 січня 2018
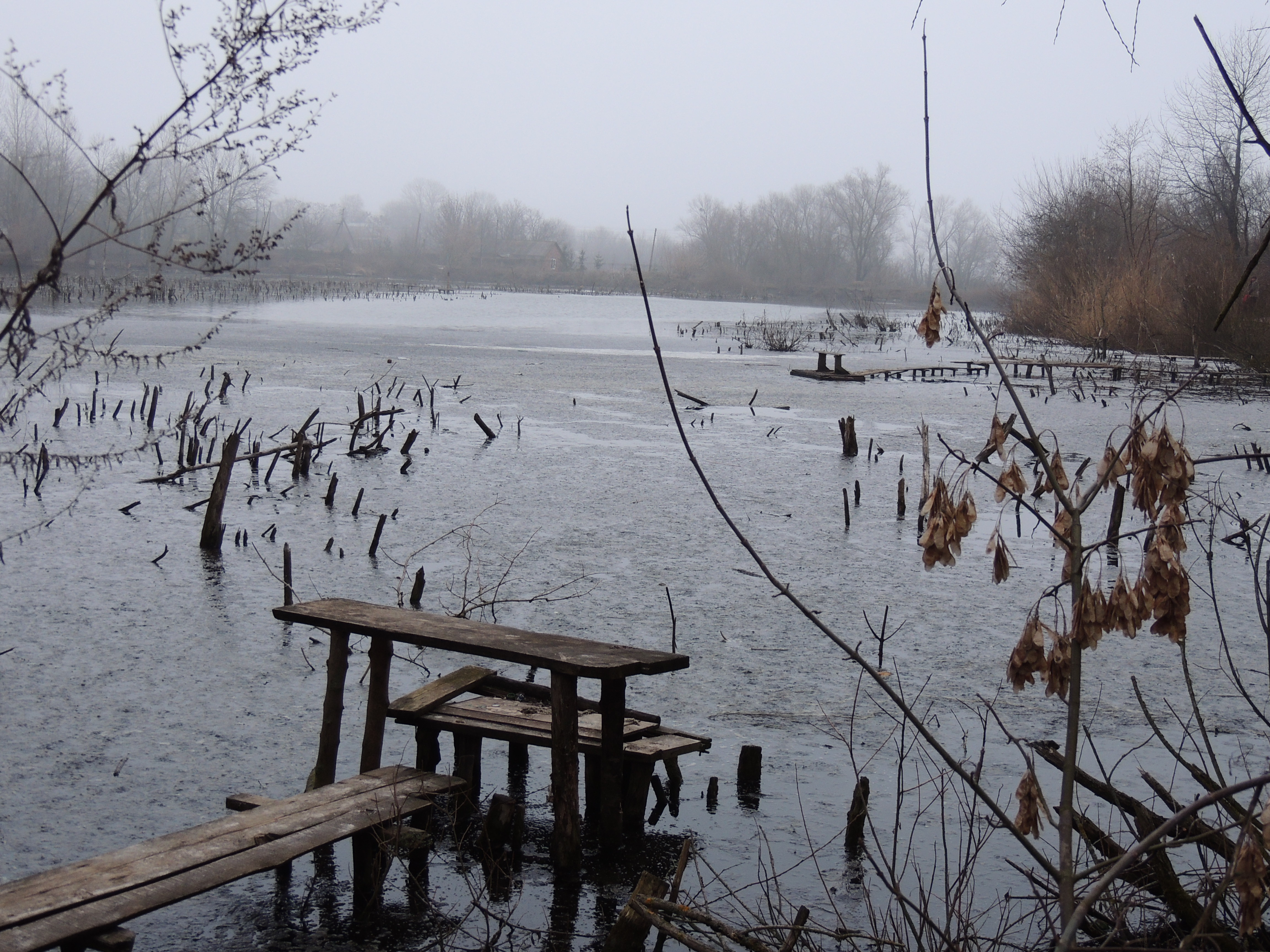
Сільський ставок села Пасинки, 16 січня 2019
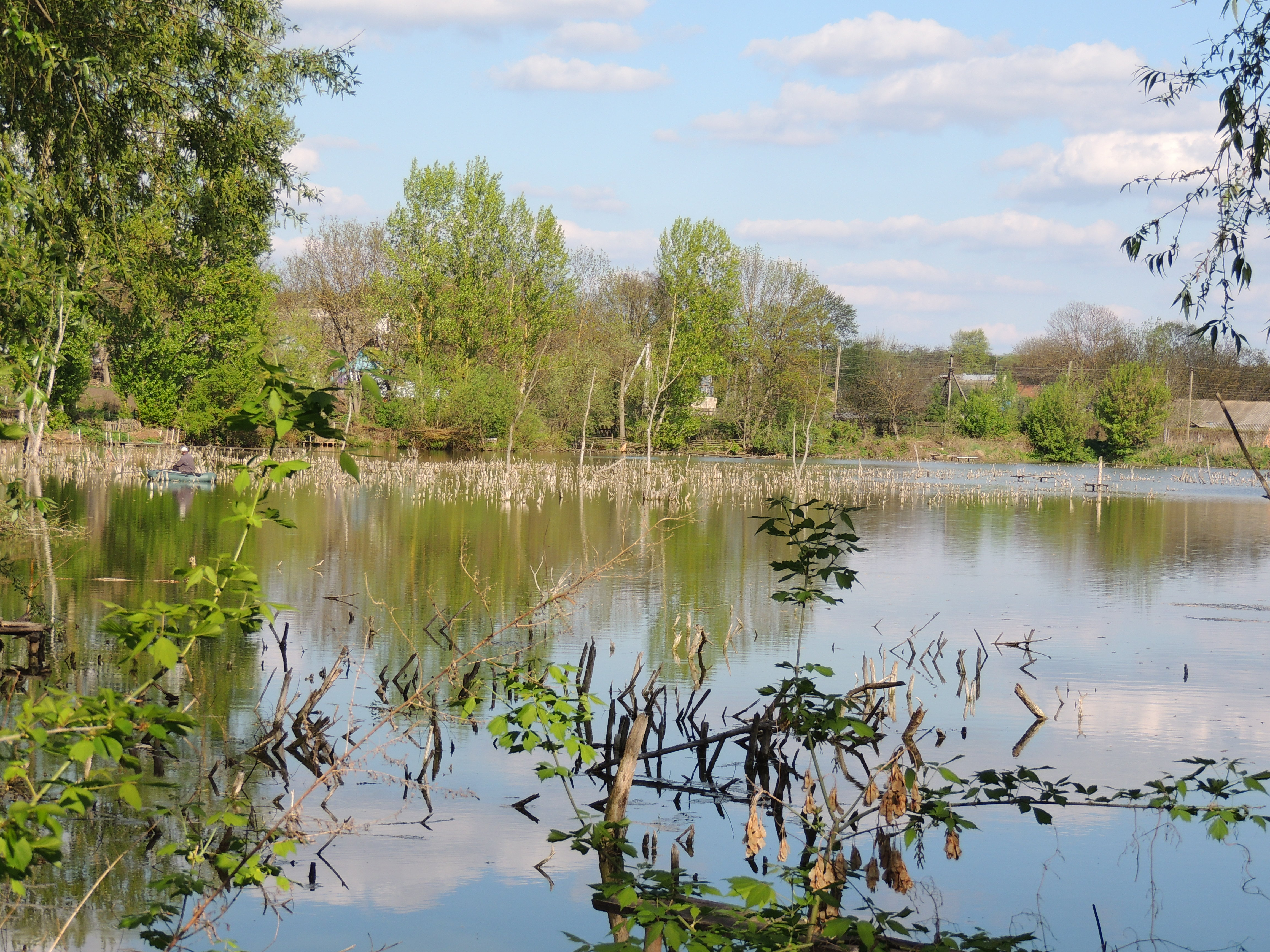
Сільський ставок села Пасинки, 3 травня 2019
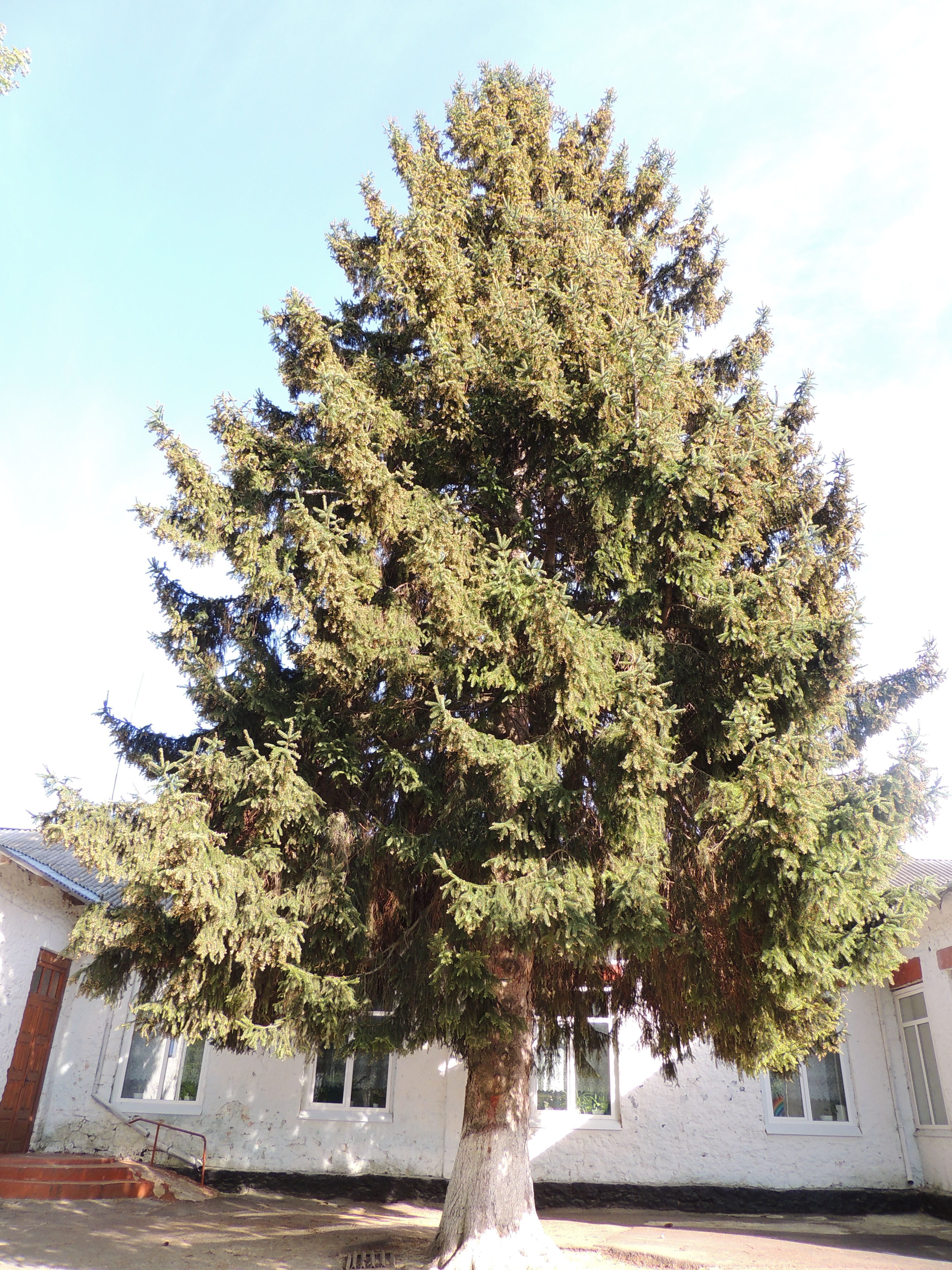
Головна ялинка на території Пасинківського навчально-виховного комплексу, 18 травня 2019
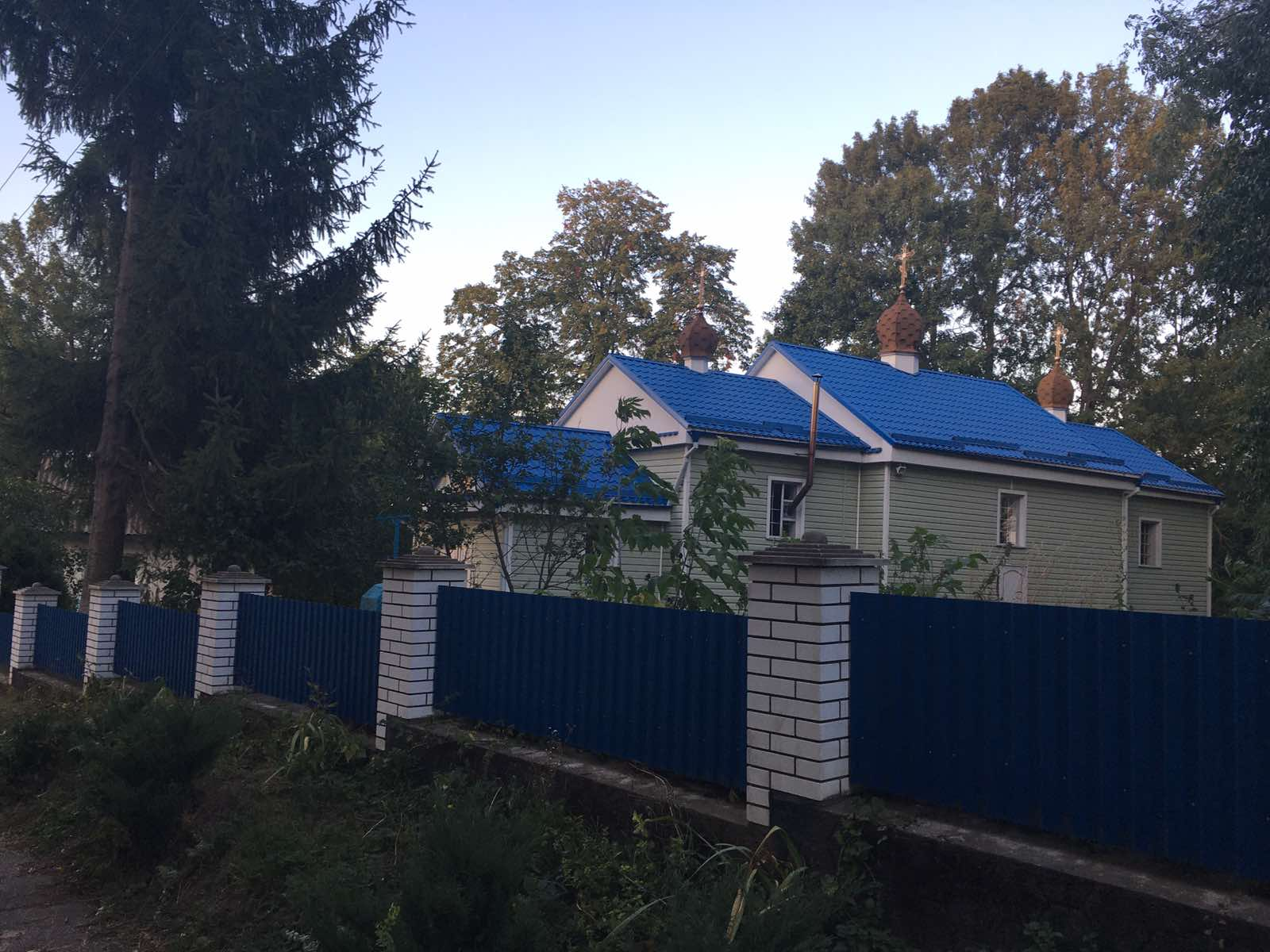
Церква села Пасинки, 18.09.2020
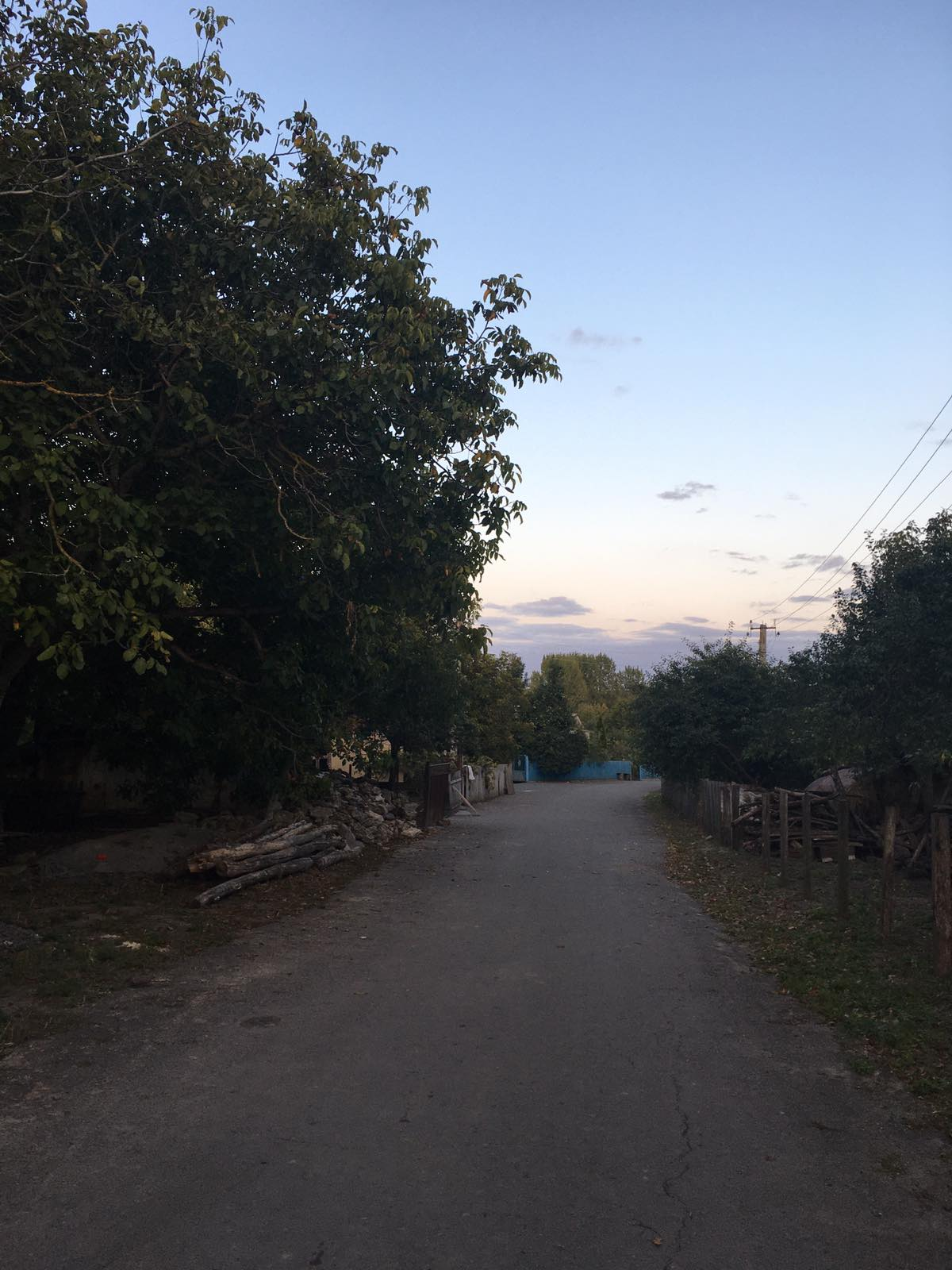
Вулиця Лесі Українки, 27 села Пасинки, 18.09.2020
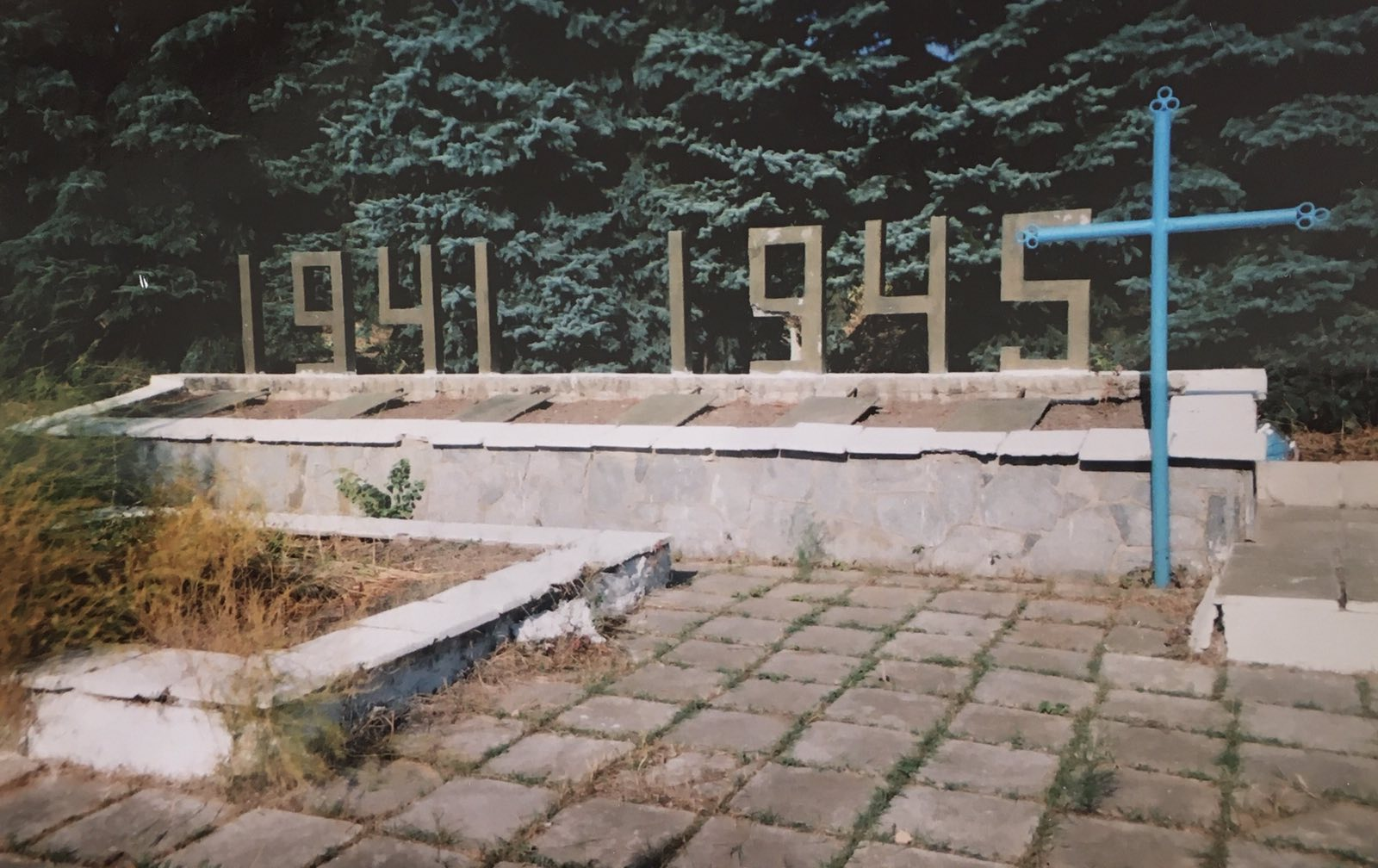
Пасинки, пам. воїнам-односельчанам, загиблим на фронтах ВВВ